# Johann Martin Notter

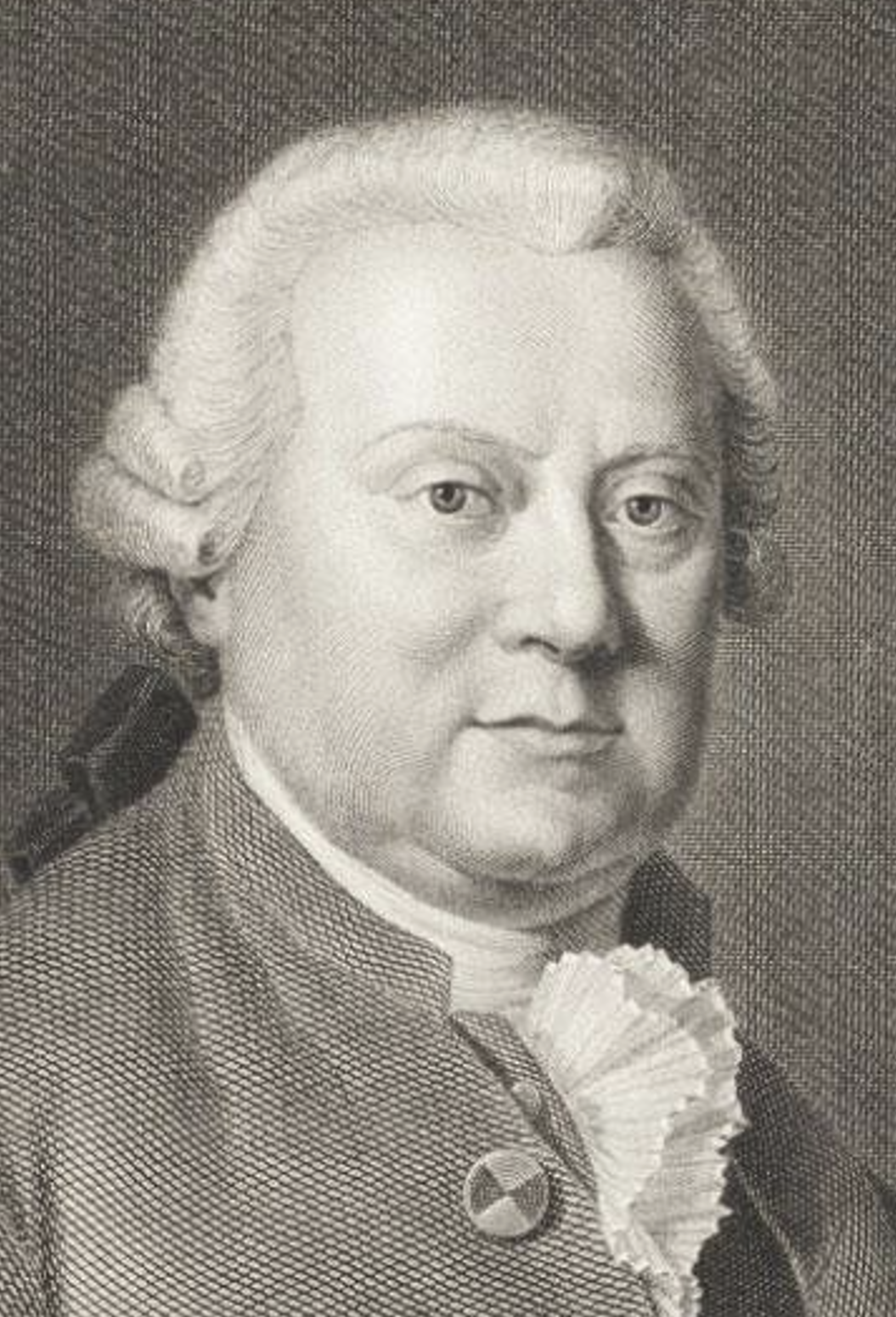
Johann Martin Notter (1735–1802), Handelsherr in Calw

Johann Martin Notter (* 14. Dezember 1735 in Calw; † 15. Januar 1802 ebenda) war ein württembergischer Handelsherr und Bankier aus Calw, sowie kurpfälzisch-bayerischer Hofkammerrat, der mutmaßlich zu seiner Zeit der reichste Bürger des Herzogtums Württemberg war.

## Herkunft
Johann Martin Notter entstammte der vermögenden Kaufmannsfamilie Notter aus Calw und trug dieselben Vornamen wie schon sein Vater und dessen Vater. Er war der Sohn des zweiten Johann Martin Notter (* 1698; † 1767), ebenfalls Bankier und Handelsherr, und der Marie Christine Notter geb. Zahn, die Tochter des Calwer Compagnie- und Ratsverwandten Johann Christoph Zahn. Sowohl Notters Vater als auch seine Mutter gehörten zu den alteingesessenen Honoratioren von Calw, deren Familien Mitglieder der Calwer Compagnie stellten, die sogenannten Compagnie-Verwandten. Die Familie gehörte den Verhältnissen entsprechend der evangelisch-lutherischen Landeskirche von Württemberg an.

## Leben
Johann Martin Notters gleichnamiger Vater führte zusammen mit Johann Ludwig Stuber in Calw eine Salzhandelsfirma und eine daran mitbetriebene Bank. Die Firma Notter & Stuber hatte 1730 mit der bayerischen Hofkammer einen Vertrag geschlossen, der ihr das weitgehende Monopol zum Handel mit Salz für das Herzogtum Württemberg, weiten Teilen Oberschwabens sowie den schwäbischen Fürstentümern der Hohenzollern und der Fürstenberger zusicherte. In dieses Unternehmen trat Johann Martin Notter für eine kaufmännische Lehre ein. Im Jahre 1758 verstarb Johann Ludwig Stuber und Johann Martin Notters Vater trat 1762 von der Leitung der Firma zurück. Nun konnte er selbst an die Spitze der Firma treten, die fortan Notter & Co. hieß.
Bereits im Jahre 1761 wurde ihm als Pfleger des Calwer Hegelinstifts die Personalfreiheit gewährt, da er auf eine reguläre Besoldung für diesen Dienst verzichtete. Somit war er von der Pflicht für sonstige Dienstleistungen und Lasten, insbesondere Frondiensten, befreit. Ab dem Jahre 1771 war der Calwer Handelsherr Jakob Friedrich Hasenmajer (1738–1811) an der Firma Notter & Co. beteiligt. Der von ihr betriebene Salzhandel wurde noch lukrativer, nachdem auch Teile der Schweiz, ab 1781 die Reichsstadt Heilbronn und ab 1783 die Markgrafschaft Baden-Durlach zum Absatzgebiet der Firma Notter & Co. hinzukamen. Für den Bezug des Salzes aus dem Kurfürstentum Bayern lieferte die Firma Notter & Co. im Gegenzug Wein insbesondere aus dem Zabergäu. Von 1772 bis 1797 erwirtschaftete die Firma Notter & Co. einen durchschnittlichen Gewinn von rund 17.000 Gulden pro Jahr. Damit war sie eines der lukrativsten Unternehmen im gesamten Herzogtum Württemberg.
Der hohe Gewinn beruhte jedoch nicht nur auf dem Handel mit bayerischem Salz, sondern auch auf den Bank- und Wechselgeschäften der Firma. Mit seinem Neffen Christoph Martin Doertenbach (1751–1827) beteiligte sich Johann Martin Notter außerdem am Bergwerksbetrieb der Kobalt- und Silberbergminen in Rippoldsau und bei Alpirsbach. Seit 1788 beteiligte sich Johann Martin Notter auch bei der Firma seines Neffen Johann Martin Vischer, die mit der Flößerei von Schwarzwaldholz nach Holland extremen Reichtum anhäufte. Im Jahre 1796 stieg Jakob Friedrich Hasenmajer aus seiner Beteiligung an der Firma Notter & Co. aus. Seit dem Jahre 1798 nannte sich Notters Firma nunmehr Notter & Seybold, da nun als Teilhaber Notter, sein Sohn Gottlieb Joseph Notter und Wilhelm Gottlob Seybold, ein Schwiegersohn des Neffen Christoph Martin Doertenbach, am Unternehmen beteiligt waren.
Bei seinem Tod im Jahre 1802 betrug das Vermögen von Johann Martin Notter etwa 750.000 Gulden. Er war damit mutmaßlich der reichste bürgerliche Bewohner des Herzogtums Württemberg.

## Familie
Im Jahre 1759 heiratete Johann Martin Notter die Tochter des Stadtschreibers von Brackenheim. Ihr Name war Maria Friedericke Justine Seybold, deren Vater hieß David Christoph Seybold. Aus dieser Ehe gingen zwölf Kinder hervor, von denen die meisten im Kindesalter verstarben. Nur die beiden jüngsten Söhne wurden erwachsen. Es waren dies Gottlieb Josef Notter und Friedrich Jakob Notter. Sie konnten das väterliche Erbe nicht langfristig sichern und verloren große Teile des Vermögens. Der Vater des Schriftstellers und Politikers Friedrich Notter war Friedrich Jakob Notter, somit war Johann Martin Notter der Großvater von Friedrich Notter.

## Ehrungen
Der Kurfürst von der Pfalz und von Bayern, Karl Theodor, verlieh Johann Martin Notter 1783 den Titel eines wirklichen pfalz-bayerischen Hofkammerrats.